# Torfabrik

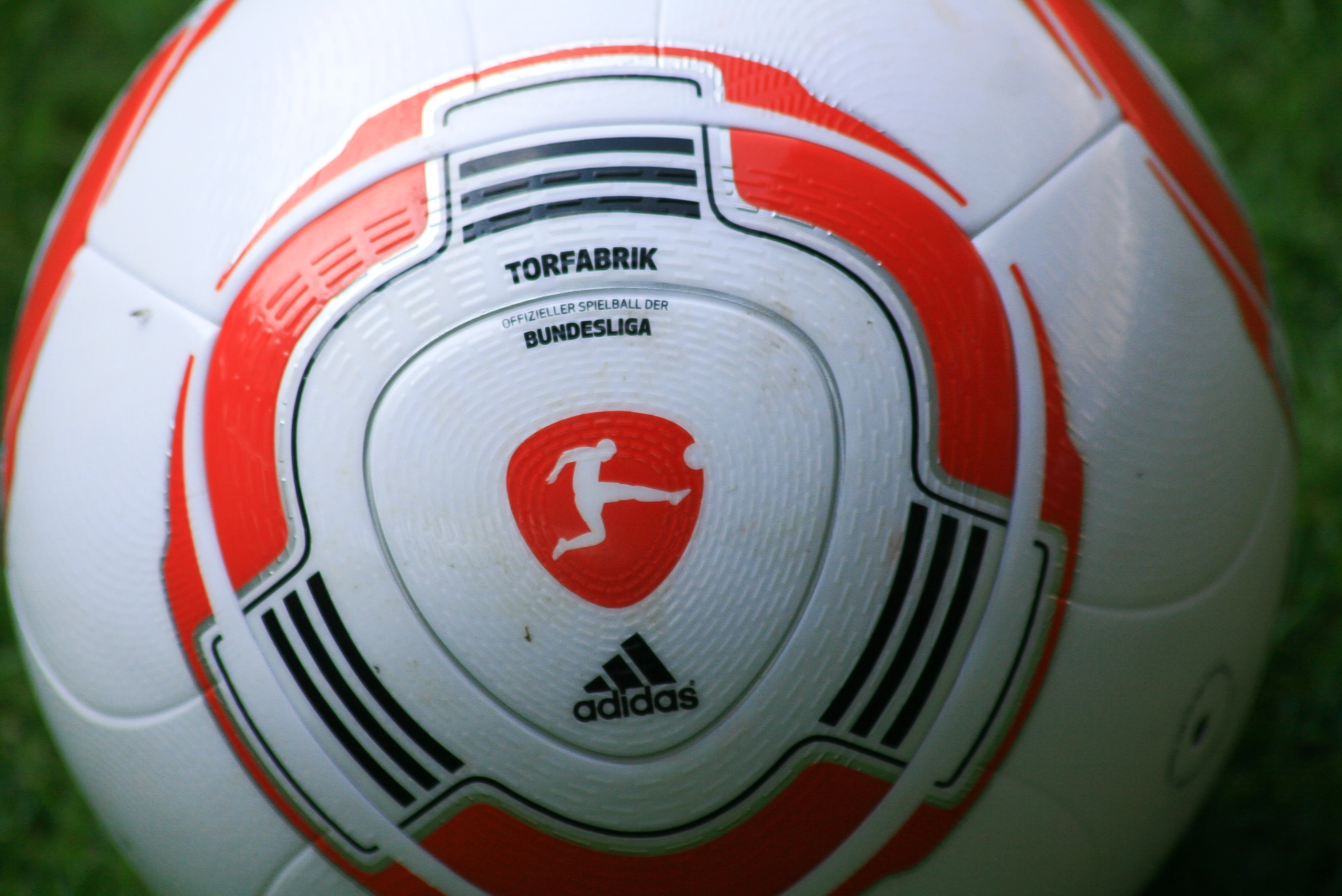
Der offizielle Spielball der Fußball-Bundesliga 2010/11

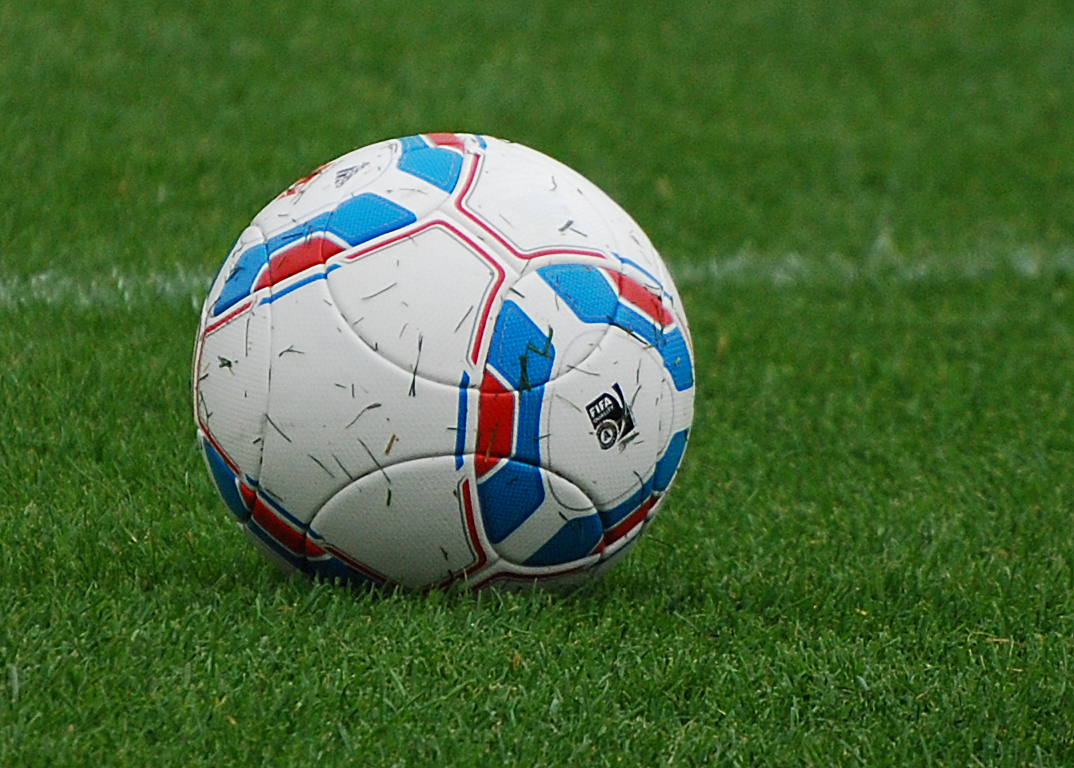
Farblich überarbeitete Version zur Fußball-Bundesliga 2011/12

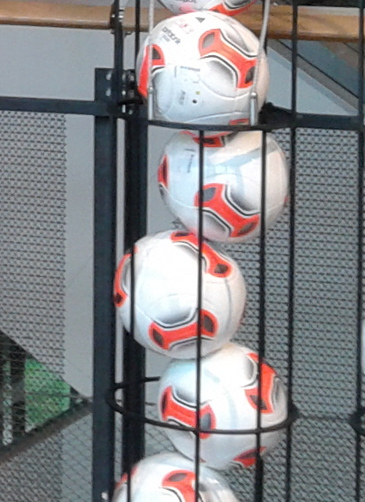
Version 12/13

Torfabrik ist der Name des offiziellen Spielballs der Fußball-Bundesliga zwischen den Saisons 2010/11 bis 2017/18. Der Name „Torfabrik“ wird auch verwendet für Fußballspieler, die sehr viele Tore erzielen, wie beispielsweise zu seiner Zeit Gerd Müller. Nachfolger des Spielballs seit der Saison 2018/19 ist der Spielball Brillant APS von Derbystar.

## Eigenschaften
Zur Saison 2010/11 wird der von Adidas hergestellte und vertriebene Ball mit dem Namen Torfabrik offiziell einheitlicher Spielball der Fußball-Bundesliga in Deutschland. Es ist das erste Mal in der 47-jährigen Geschichte der Bundesliga, dass in der ersten und zweiten Bundesliga ein einheitlicher Spielball verwendet wird. Der Fünfjahresvertrag mit Adidas soll den 36 Bundesliga-Clubs insgesamt 25 Millionen Euro mehr Einnahmen beschaffen.
Technisch ist der Spielball an den Jabulani – dem offiziellen Spielball der Fußball-Weltmeisterschaft 2010 in Südafrika – angelehnt. Beim Design zieren jedoch das Bundesliga-Logo sowie rote Elemente auf weißem Grund den Ball. Außerdem werden die Logos beider Mannschaften, die das Spiel bestreiten, abgebildet.
Für Spiele auf einem schneebedeckten Spielfeld soll eine orangefarbige Version namens Torfabrik Powerorange eingesetzt werden.

## Gestaltung
Das Design der ersten Version orientiert sich am Design des Adidas Jabulani und übernahm auch die Form der Panels. In der Folgesaison wurde zunächst das Grunddesign beibehalten, aber die Farben wechselten. Zur Jubiläumssaison 2012/13 wurde stärker verändertes Design vorgestellt. Das Design 2013/14 bestand aus silbergrauen Kreisflächen mit orangefarbenen Akzenten.
Ab 2014 wird eine neue Gestaltung der Panels verwendet. Diese entspricht nun dem Adidas Brazuca.

## Kritik
Bei der Präsentation des Balls der Deutschen Fußball Liga und Adidas erhielt der Ball überwiegend positive Kritik. Gerd Müller, ehemaliger Fußballprofi und mehrfacher Bundesliga-Torschützenkönig, sowie Thomas Müller, Torschützenkönig der Fußball-Weltmeisterschaft 2010, sprachen sich für einen einheitlichen Spielball aus.

„Dann kann man sich schon in der Vorbereitung darauf einstellen und weiß, was auf einen zukommt.“

Vor dem Saisonstart der Bundesliga kamen jedoch auch negative Kritiken auf:

„Die neue Pille ist wie eine Regeländerung durch die DFL. Als wären die Tore größer gemacht worden. Wir werden viel mehr Treffer sehen und Torhüter, die bei den Bällen schlecht aussehen.“

„An den Ball kannst du dich einfach nicht gewöhnen. Er schlägt Haken, als säße ein Kaninchen drin. Das Ding ist eine Katastrophe.“

„Der Ball ist komisch. Er ist leicht und hoppelt. Für die Torhüter flattert er noch mehr.“